# 長屋

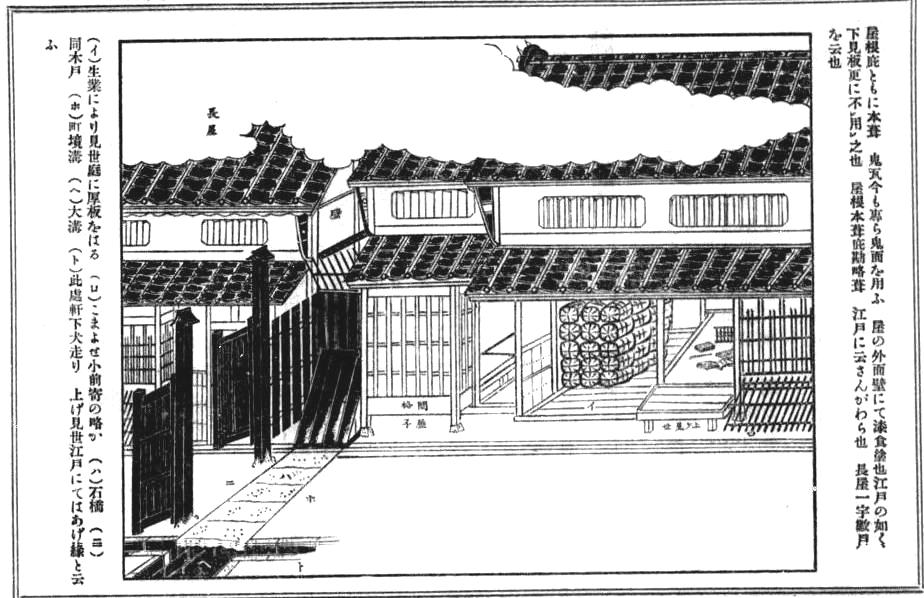
江戸や京阪の長屋。 喜田川季荘 著 『類聚近世風俗志 : 原名守貞漫稿』

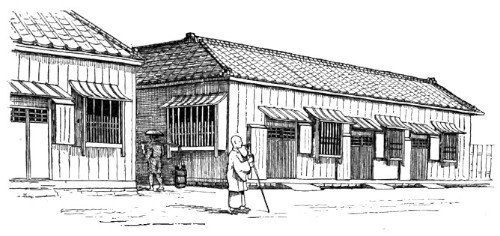
明治時代の長屋。エドワード・モース『日本の家とその周辺』

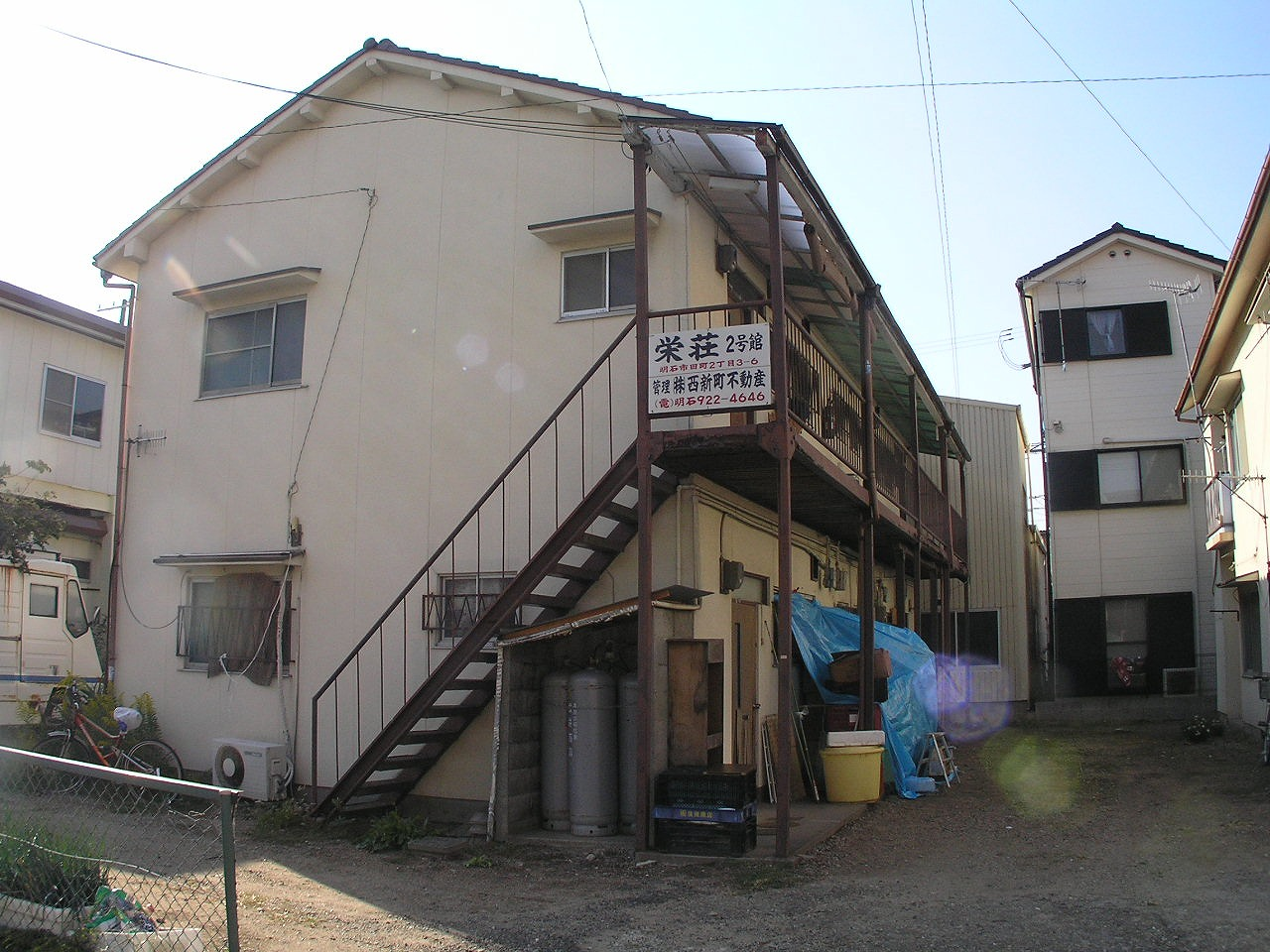
2階建て以上で垂直方向にも区分したもののうち、共用の廊下･階段を持つものはアパート、マンションなどとも呼ばれるが長屋の一種である。

長屋（ながや）とは集合住宅の一形態である。もっぱら1階建て(近年は2階以上もある)で、この呼称では日本のものを指す事が多い。

## 定義
複数の住戸が水平方向に連なり、壁を共有する物。 別の言い方をするなら、1棟の建物を水平方向に区分し、それぞれ独立した住戸とした物。それぞれの住戸に玄関が付いている。棟割長屋ともいう。長屋であるには次の2つの条件を満たす必要がある： ①各戸の玄関が直接外界（道路など）に接している、②その玄関を他の住戸と共有していない。 
- 近年では旧来の低廉賃貸住宅のイメージを払拭するためにタウンハウスやテラスハウスと呼ぶことも多い。
- イギリスなどヨーロッパによく見られるタイプでセミデタッチト・ハウス（semi-detached house）がある。1棟の建物（多くは2階建て）を中央で区分し、2軒の家が壁の一方向を共有する形式で、敷地や建設費を節約できる。二戸一棟とも（一戸建てはデタッチト・ハウス）。
- 玄関を共有し、内部が複数の住戸に区分されている場合は、長屋とは区別される（アパートや下宿屋、寮のタイプ）。
- 2階建て以上で垂直方向にも区分したもののうち、共用の廊下･階段を持つものはアパート、マンションなどと呼ばれ、区別されるが、2階以上の各戸への専用階段等を持つものは法的にはマンション（区分所有建物）となる（詳細は後述）。

## 日本における長屋

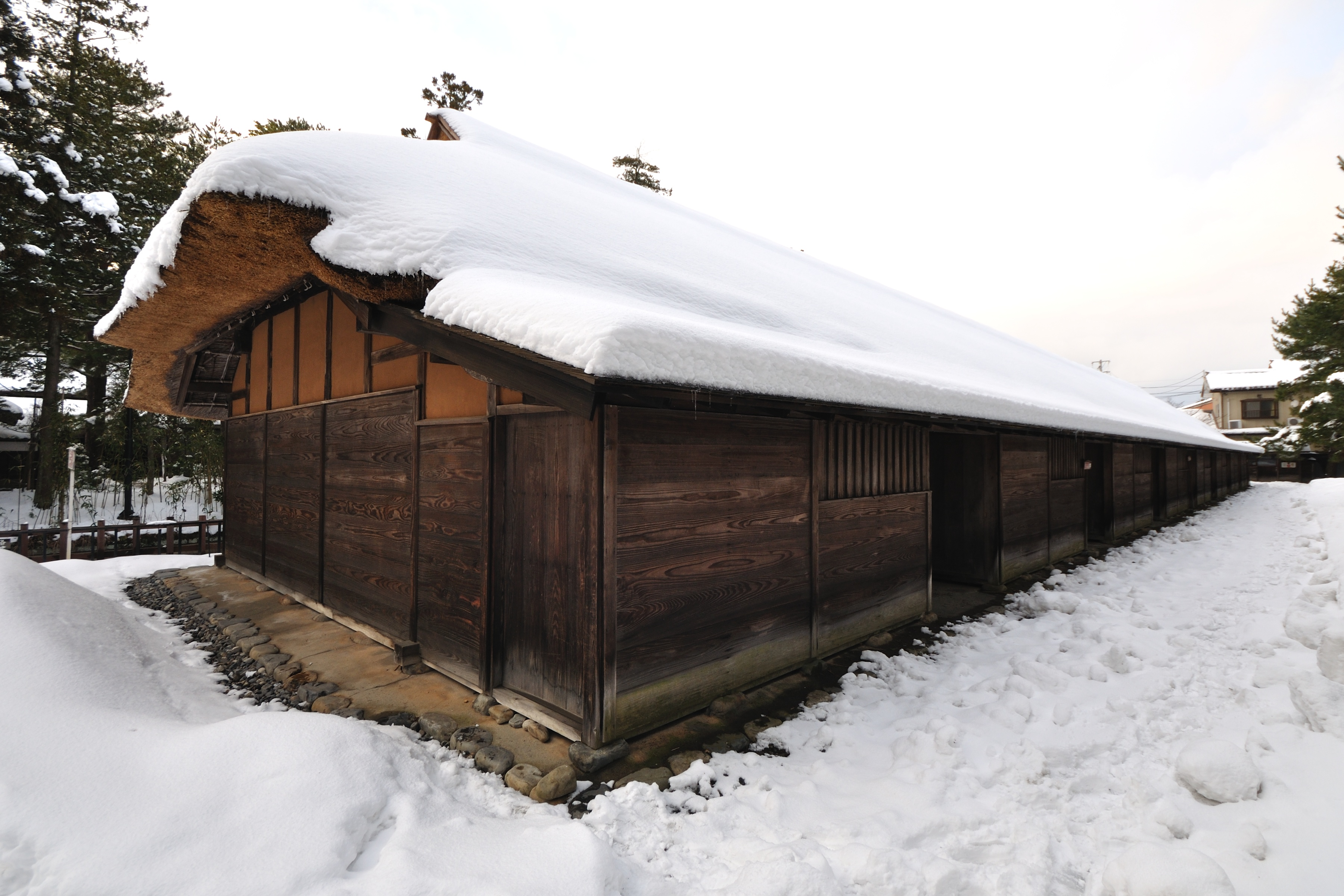
足軽長屋（新潟県新発田市）

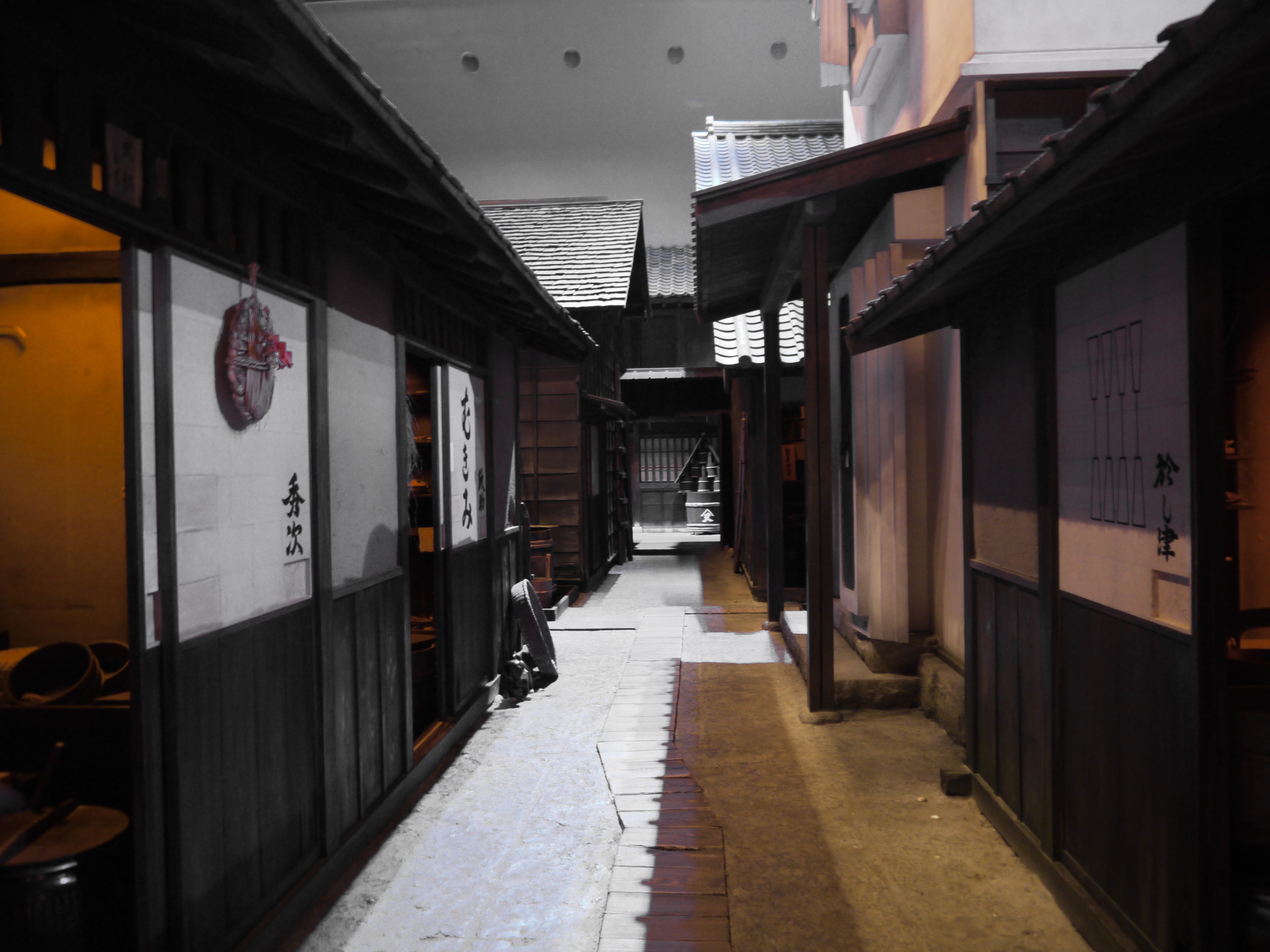
江戸後期、江戸深川の長屋（深川江戸資料館）

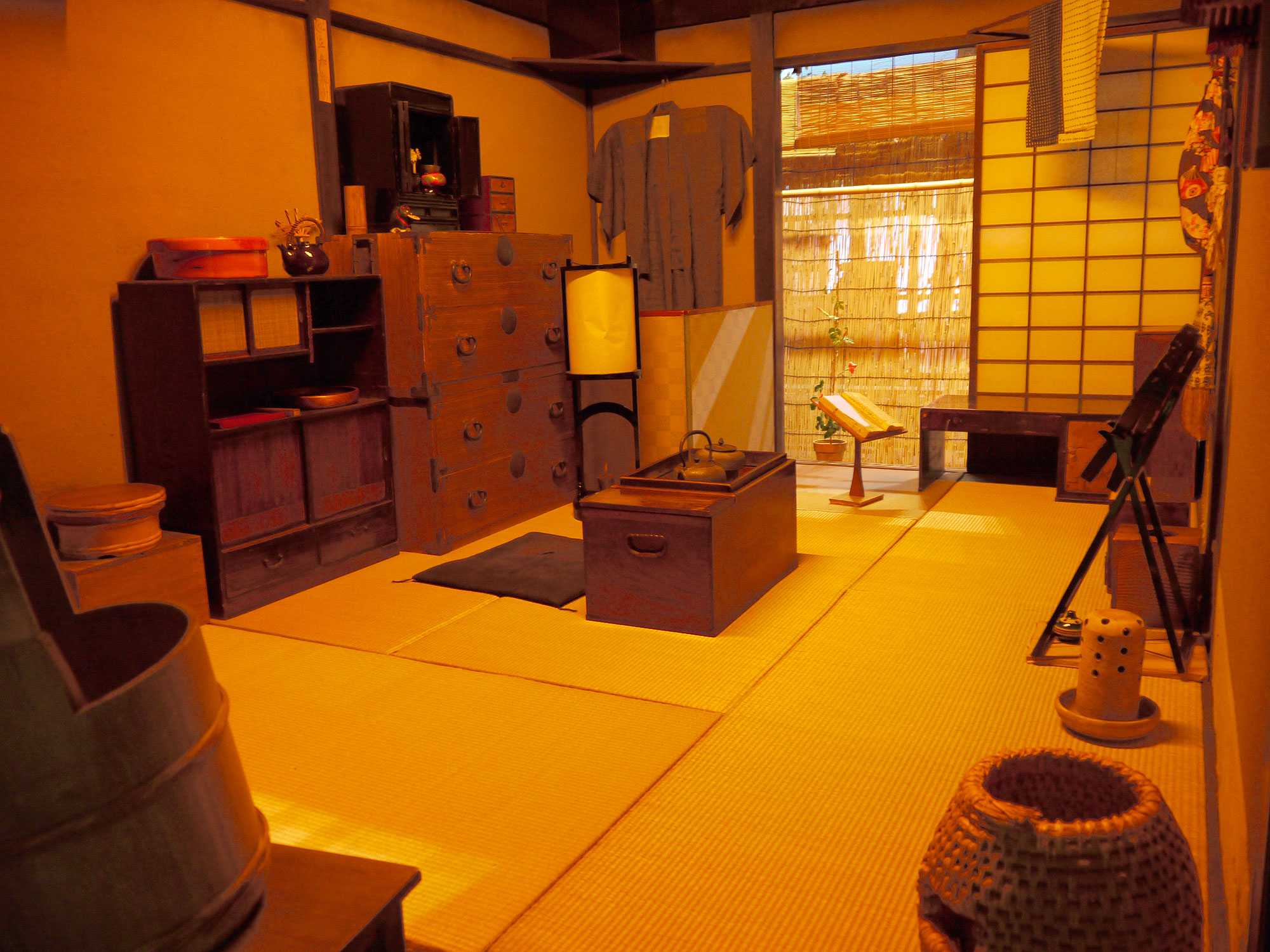
江戸深川の長家生活を再現した室内（深川江戸資料館）

長屋という言葉で一般にイメージされるのは、下町の狭い路地に面して建てられた木造の住宅であろう。歴史的には、伝統的な都市住居として広く見られる形態であった。城郭においては、多聞櫓と称す長屋を塁上に造り、防衛の建物として威力を発揮しながら一般の住宅としても活躍していた。とくに御殿女中の居住施設は長局とよばれ、江戸城大奥では、戸別に便所・台所付2階建てで全長80mもあった。

### 江戸時代
江戸時代において都市部、とくに稠密な江戸などでは中層以上の商家などは表通りに独立した店を構えていたが、それ以外の町人、職人などはほとんどが裏町の長屋に借家住まいだった。また、大名屋敷の敷地内にも長屋が造られ、家臣らを住まわせた。裏町に見られた長屋は落語や川柳の格好の題材になった。
江戸の長屋はほとんど平屋建てで、玄関を入るとすぐ台所であり、部屋はせいぜい2部屋程度である。
路地に共同トイレがあり、風呂は無い。水は共同の井戸が有ったが、これは地下水をくみ上げるものではなく、神田上水から供給されていた水道水の取水口である。そのため水が桶に溜まるまで多少の時間がかかり、それを待つ間に近所の者で世間話をする「井戸端会議」という言葉が生まれた。
江戸時代に「大家」と言えば、所有者（家主）とは異なり、住民の家賃を集めたり、管理を任されている者のことであった。狭い長屋暮らしに大量の所有物を収納するスペースは無く、長屋には布団をはじめ様々な生活物品を貸し出す損料屋（質屋を兼ねたレンタル業に相当）が発達した。
- 九尺二間の棟割長屋、割長屋（スタブ）
  - 間口が9尺（約2.7m）、奥行きが2間（約3.6m）の住戸を連ねた長屋を九尺二間の長屋と言う。
  - 九尺二間の長屋とは畳6畳の部屋とほぼ同規模の大きさでありそのうち約1畳半を土間として、4畳半を部屋として区画されているのが一般的。
  - 棟割長屋は本来、建物の棟方向に壁を造って前後に区分してしまう物を指した。このタイプでは開口部が一方向しか取れないため、通風・採光に難があり、住環境は劣悪になる。
  - 江戸時代の江戸の長屋は火事が頻発することを前提にしており、柱の太さは2寸と建築費が安価で、かつ破壊消火が容易なつくりであった[2]。また、すぐに再建できるようにと、板葺きに下見板という焼屋造りとよばれるつくりが多かった。

### 近代
戦前においても、都市住居としては長屋が一般的であった。2階建て（各住戸内に階段がある）長屋も次第に増え、各戸にトイレも造られるようになった。炭鉱住宅も長屋形式のものが多い。
現在でも、例えば東京では月島などに、その他、旧炭坑地域には長屋が多く現存している。建築当時は大阪・京都など関西圏でもよく見られたポピュラーな住居形態であり、加古川日本毛織社宅建築群にその典型が残されている。

### 現代

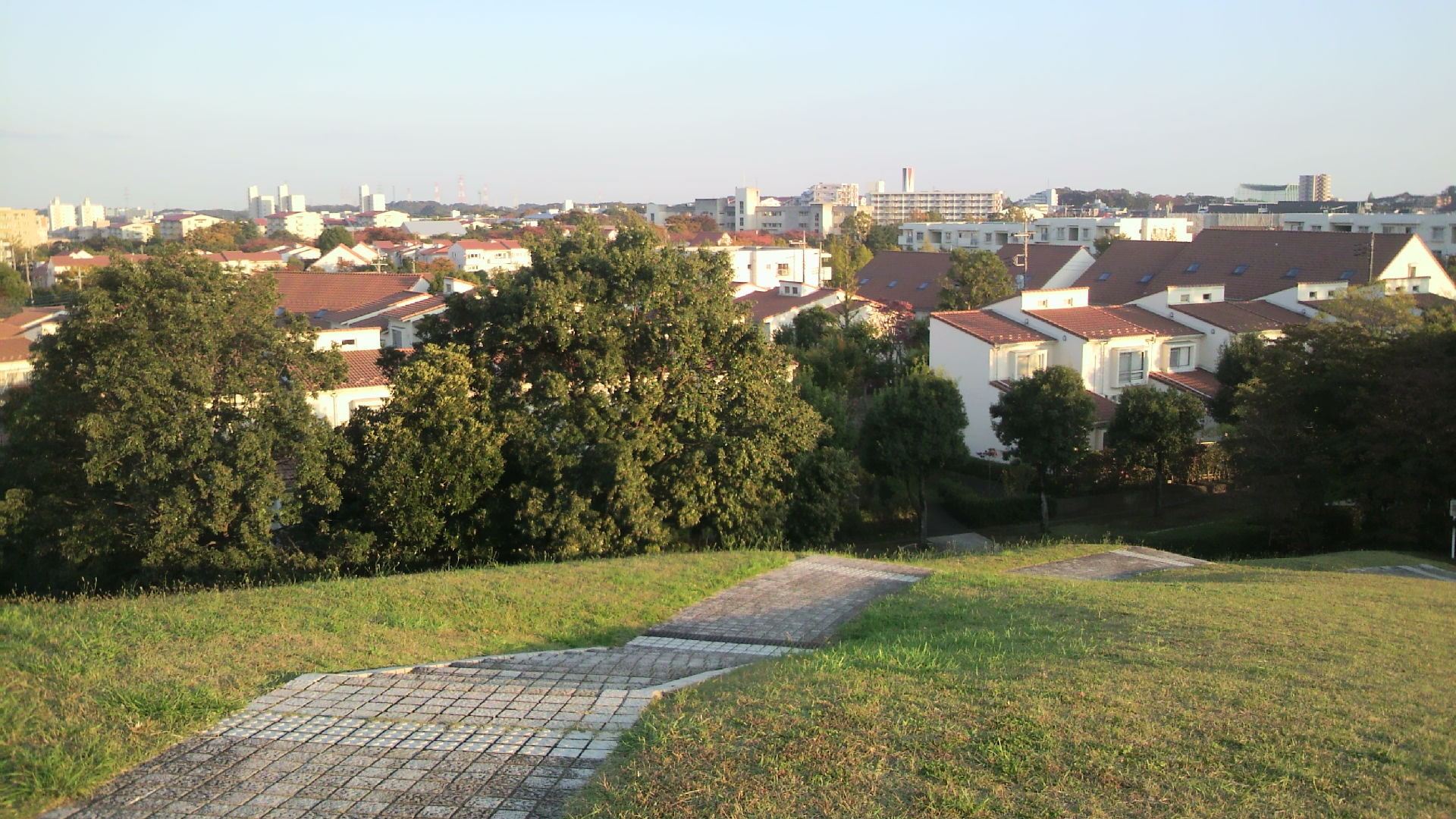
多摩ニュータウンのタウンハウス

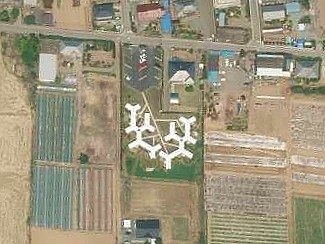
Y字形の家々をつなげた新しい長屋の試み（宇野享、群馬県）

現代においても長屋は、「一戸建て感覚をもつ土地に接した親しみやすい」低層集合住宅を求める動きに応じて、1970年代後半から地価が高騰する1980年代後半まで、鉄筋コンクリート造の「タウンハウス」として数多く建設された。
建築法規上では、長屋建は一般に「2つ以上の住宅を1棟に建て連ねたもので、各住宅が壁を共通にし、それぞれ別々に外部への出入口を有しているもの」（区分所有法における区分所有建物の定義とは異なっていることに注意）として、建築確認、完了検査を受けて適合性が認められる。さらに都市防災の観点から各自治体によって独自の建築安全条例が定められ、例えば東京では「長屋の各戸の主要な出入口は、道路又は道路に通ずる幅員二メートル以上の敷地内の通路に面して設けなければならない。2 木造建築物等である長屋（耐火建築物又は準耐火建築物を除く。）にあつては、主要な出入口が前項の通路のみに面する住戸の数は、三を超えてはならない。」と規制されている。
近年はこうした安全規制に沿いながら、都市防災面から特に危険度の高い木造密集地域については、小さな単位から耐火造の長屋等に協調建替えに取り組む動きがみられている。
なお、通常の共同住宅は建築基準法上の特殊建築物となるが、長屋の場合は対象外となって規制がゆるいこともあって、共同住宅を建てられないような狭小な敷地に、2階建や3階建となった重層長屋が建てられる例があり、周辺住民とのトラブルとなる例もある。
戦前の長屋の見直しも行われており、コンバージョン等により有効利用されるケースも増えている。例として、空堀商店街、ルミエールセンター、あじき路地、寺西家阿倍野長屋などがある。